# Mariana Van Rankin
Mariana Van Rankin  (Mexikóváros, Mexikó, 1989. augusztus 19. –) mexikói színésznő.

## Élete és pályafutása
1989. augusztus 19-én született Mexikóvárosban. 
Karrierjét 2009-ben kezdte a Mujeres asesinas című sorozatban. 2010-ben a Llena de amor epizódjaiban Deliciát alakította. 2012-ben megkapta Luzma szerepét A szív parancsa című telenovellában.

## Filmografía

### Telenovellák
- Hasta el fin del mundo (2014) .... Marisol Ramírez / Marisol Cruz
- La tempestad (2013)
- A szív parancsa (Amor bravío) (2012) .... Luz María "Luzma" Hernández Martínez
- Llena de amor (2010-2011) .... Delicia Flores de Ruiz y de Teresa

### Sorozatok
- Momentos (2011) .... Lisa
- Como dice el dicho (2011) ....  Mariana
- El equipo (2011) .... Silvia Moguel
- La rosa de Guadalupe (2010)....  Melina
- Mujeres asesinas (2009).... Jennifer (Epizód: Carmen, Honrada)

## Díjak és jelölések
TVyNovelas-díj
| Év   | Kategória                | Telenovella | Eredmény |
| ---- | ------------------------ | ----------- | -------- |
| 2013 | Legjobb fiatal színésznő | Amor bravío | Jelölve  |